# غونزالو أغيري بلتران
غونزالو أغيري بلتران هو كاتب وعالم إنسان وطبيب وباحث وسياسي مكسيكي، ولد في 20 يناير 1908 في Tlacotalpan ‏ في المكسيك، وتوفي في 1996 في Xalapa Municipality ‏ في المكسيك. انتخب عضو مجلس النواب المكسيك ‏.

## وصلات خارجية
- غونزالو أغيري بلتران على موقع ميوزك برينز (الإنجليزية)